# Vranještica
Vranještica (en serbe cyrillique : Врањештица) est un village du centre du Monténégro, dans la municipalité de Kolašin.

## Démographie

### Évolution historique de la population
| 1948 | 1953 | 1961 | 1971 | 1981 | 1991 | 2003 |
| ---- | ---- | ---- | ---- | ---- | ---- | ---- |
| 474  | 512  | 493  | 451  | 317  | 239  | 152  |